# 馬斯貝克河
51°24′20″N 7°12′07″E / 51.405552°N 7.202033°E
馬斯貝克河（德語：Maasbecke），是德國的河流，位於該國西部，處於北萊茵-威斯特法倫州，屬於施普羅克赫弗爾巴赫河的右支流，河道全長3.3公里，流域面積4.3平方公里。